# Resources Capital FC
Resources Capital Football Club (chinesisch 晉峰足球會 / 晋峰足球会, Pinyin Jìnfēng Zúqiúhuì, Jyutping Zeon4fung1 Zuk1kau4wui2, kurz 晉峰 / 晋峰 – „vorwärts zur Spitze“) ist eine Fußballmannschaft aus Hongkong. Die Mannschaft spielt aktuell in der zweithöchsten Liga, der Hong Kong First Division League (Stand September 2024).

## Namensänderungen
| Jahr           | Vereinsname                  |
| -------------- | ---------------------------- |
| 1982 bis 2005  | Tai Chung (大中)             |
| 2005 bis 2008  | EU Tai Chung (東盟大中)      |
| 2008 bis 2009  | Advance Tai Chung (駿昇大中) |
| 2009 bis 2016  | Tai Chung (大中)             |
| 2016 bis heute | Resources Capital (晉峰)     |

Quelle: Offside.hk

## Stadion

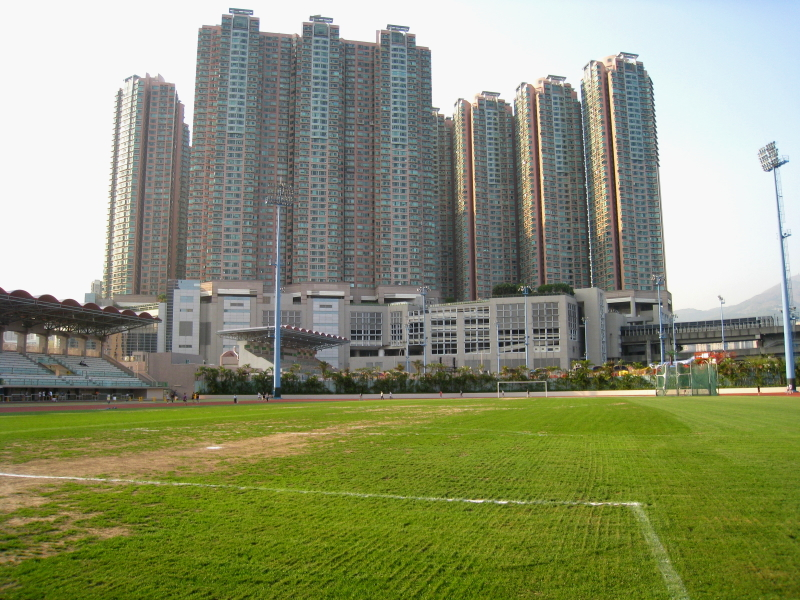
Tsing Yi Sports Ground

Der Verein hat kein eigenes Heimstadion und trägt seine Heimspiele wechselhaft in den verschiedenen lokalen Sportstätte der Regionalregierung aus. Die Vergabe der Sportstätte als Heimstadion wird seit 2009 jede Spielsaison durch das „Heim-Gast-Nutzungsvergabesystem“ neu vergeben. In der Saison 2023/24 trug der Verein seine Heimspiele im Tsing Yi Sports Ground (青衣運動場) aus. Die Anlage wird vom Leisure and Cultural Services Department, kurz LCSD (康文署), betrieben. Eigentümer der Anlage ist das Hong Kong Government. Die Sportstätte befindet sich auf der Halbinsel Tsing Yi. Es bietet Platz für maximal 1500 Personen. (Stand August 2024)
Koordinaten: 22° 21′ 22,1″ N, 114° 6′ 26,9″ O

## Bekannte Spieler
- Caíque Freitas Ribeiro (2023)
- Anto Okamura (2023)
- Moon Chi-sung (2023–2024)
- Ibrahim Nadir (seit 2024)

## Trainerchronik
Stand: 8. September 2023
| Trainer                | Nation   | von               | bis              |
| ---------------------- | -------- | ----------------- | ---------------- |
| Ho-Yin Chan            | Hongkong | 1. Juli 2009      | 17. Mai 2010     |
| Dejan Antonić          | Serbien  | 1. Juli 2010      | 30. April 2011   |
| Shun-Yin Ho            | Hongkong | 1. Juli 2014      | 21. August 2019  |
| Joan Esteva            | Spanien  | 22. August 2019   | 31. Mai 2022     |
| Kwun-Yin Lawrence Tang | Hongkong | 23. Juli 2022     | 10. Oktober 2022 |
| Shun-Yin Ho            | Hongkong | 10. Oktober 2022  | 3. November 2022 |
| Joan Esteva            | Spanien  | 4. November 2022  | 31. Mai 2023     |
| Ha Hyeok-jun           | Südkorea | 21. Juli 2023     | 22. Januar 2024  |
| Shun-Yin Ho            | Hongkong | 22. Januar 2024   | 31. Mai 2024     |
| Sze-Chung Tai          | Hongkong | 5. September 2024 |                  |